# 1. divisjon
Die 1. divisjon ist seit 1990 die zweithöchste Eishockeyliga in Norwegen. Von 1945 bis 1990 war sie die höchste Spielklasse und wurde dann von der Eliteserien abgelöst. Die nächsttiefere Liga ist die 2. divisjon. Am Spielbetrieb der 1. divisjon nehmen aufgrund der höheren Spielqualität zahlreiche Farmteams von Mannschaften der Eliteserien teil.
Die Liga besteht regulär aus zehn Clubs. Diese spielen eine Doppelrunde (36 Spieltage). Die beiden ersten der Tabelle qualifizieren sich für die Relegationsrunde mit den beiden Letzten der Eliteserien. Die beiden letzten der Tabelle spielen eine Relegationsrunde mit den beiden ersten der 2. Division.

## Teilnehmer 2019/20
- IK Comet
- Furuset Ishockey
- Gjøvik Hockey
- Hasle-Løren IL
- Haugesund Seagulls
- Lørenskog IK
- Nidaros Hockey
- Ringerike Panthers
- Tønsberg Vikings